# Museo Kröller-Müller
El Museo Kröller-Müller se encuentra en el parque nacional Hoge Veluwe, cerca de Otterlo, en los Países Bajos. Está ubicado en los terrenos de un parque natural de alrededor de 5 000 hectáreas (exactamente 54,5 km²). El museo tiene una rica colección de obras de artistas del siglo XX, como Vincent van Gogh, Pablo Picasso y Piet Mondrian, además de un jardín de esculturas donde se pueden contemplar al aire libre obras monumentales de Auguste Rodin, Henry Moore y otros escultores contemporáneos. 

## Historia

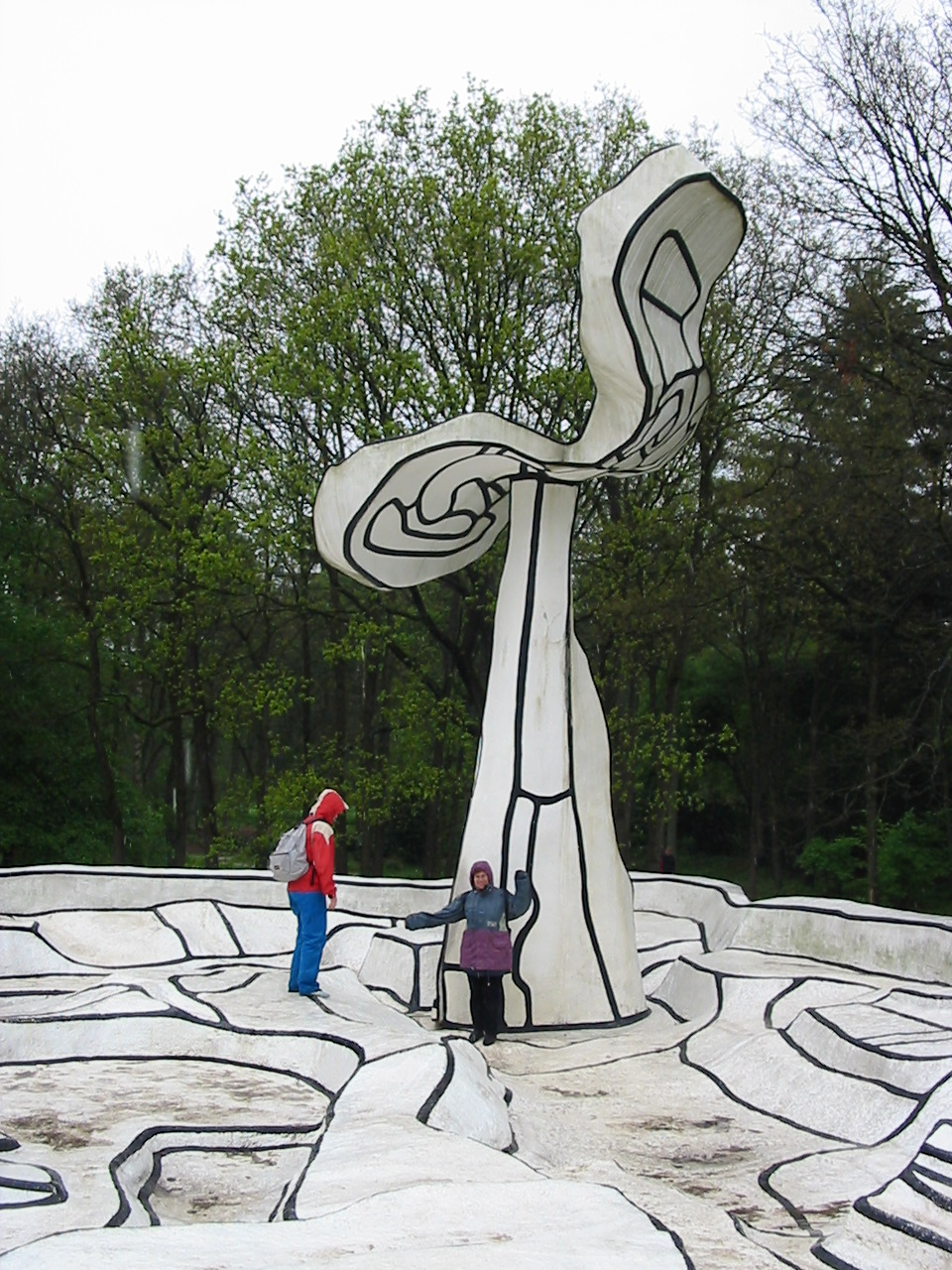
Jardin d'émail, de Jean Dubuffet, en el jardín de esculturas.

En 1909 el matrimonio formado por Anton Kröller y la mecenas Helene Müller (de casada Kröller-Müller) adquirieron unos terrenos en la comarca del Veluwe, en la provincia de Güeldres. El señor Kröller, un rico hombre de negocios, quería crear una reserva de caza, mientras que la señora Kröller-Müller pretendía dotarse de un espacio para albergar su colección de arte moderno, una de las mayores del mundo a nivel privado, que incluía 267 obras de Vincent van Gogh, además de otras muchas de Picasso, Renoir, Monet, Mondrian, Modigliani, etc.
Para las edificaciones se recurrió a los mejores arquitectos de la época: Hendrik Petrus Berlage se encargó del pabellón de caza, conocido como Pabellón San Huberto. El museo fue encargado a Henry van de Velde, aunque su proyecto fue interrumpido por la Primera Guerra Mundial y la siguiente crisis económica; finalmente, el matrimonio llegó a un acuerdo con el estado holandés para continuar el proyecto, a cambio de ceder la propiedad y la colección de arte al estado. Así, se añadieron diversos edificios y pabellones, como el de Aldo van Eyck o el de Gerrit Rietveld, realizado para la Tercera Exposición Internacional, organizada en el Parque Sonsbeek de Arnhem, y que ahora se encuentra frente al edificio de Van de Velde. El museo abrió sus puertas al público en 1938.

## Descripción
El museo recibe su nombre de Helene Kröller- Müller, una coleccionista de arte que fue una de las primeras en reconocer el genio de Van Gogh, del que cuenta con una colección considerable de pinturas, como Los comedores de patatas, Terraza de café por la noche y En el umbral de la eternidad, por lo que es la segunda colección más grande de Van Gogh en el mundo, después del Museo Van Gogh de Ámsterdam. Además de Van Gogh, otros artistas destacados son: Piet Mondrian, Georges Seurat, Odilon Redon, Georges Braque, Paul Gauguin, Lucas Cranach, James Ensor, Juan Gris, Pablo Picasso, etc.  
El jardín de esculturas se añadió en 1961, y el ala de nueva exposición, diseñada por Wim Quist, en 1977. Con más de 75 acres (300 000 m²), es uno de los mayores de Europa, con una gran colección de escultura moderna, que refleja la concepción de Helene Kröller-Müller de una simbiosis entre el arte, la arquitectura y la naturaleza. La colección incluye obras de Auguste Rodin, Aristide Maillol, Constant Permeke, Hans Arp, Henry Moore, Jean Dubuffet, Lucio Fontana, Claes Oldenburg, Mario Merz, Richard Serra, Sol LeWitt, Jacob Epstein, Carl Andre, etc.

Las pinturas
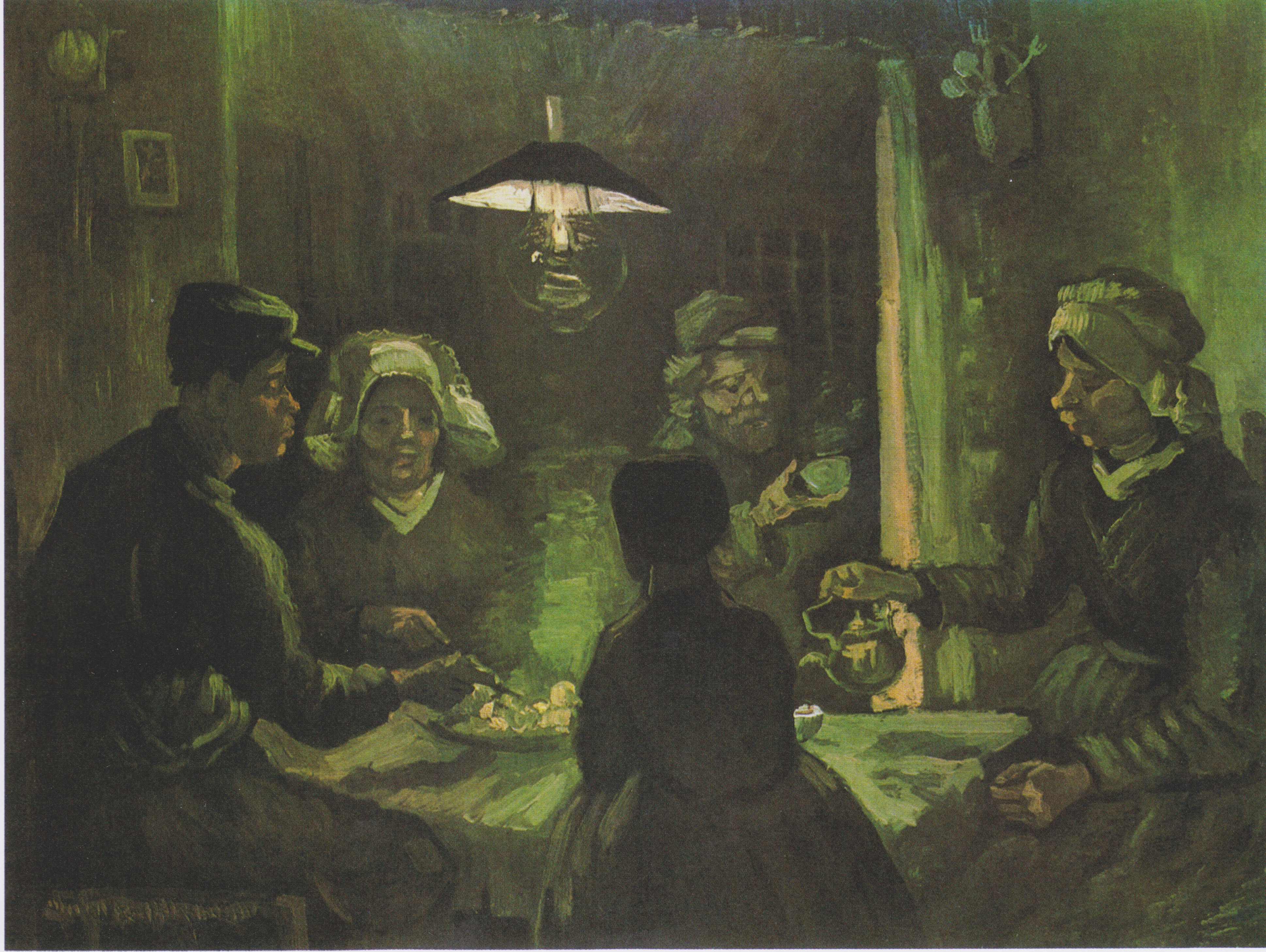
Vincent Van Gogh, Los comedores de patatas, 1885.
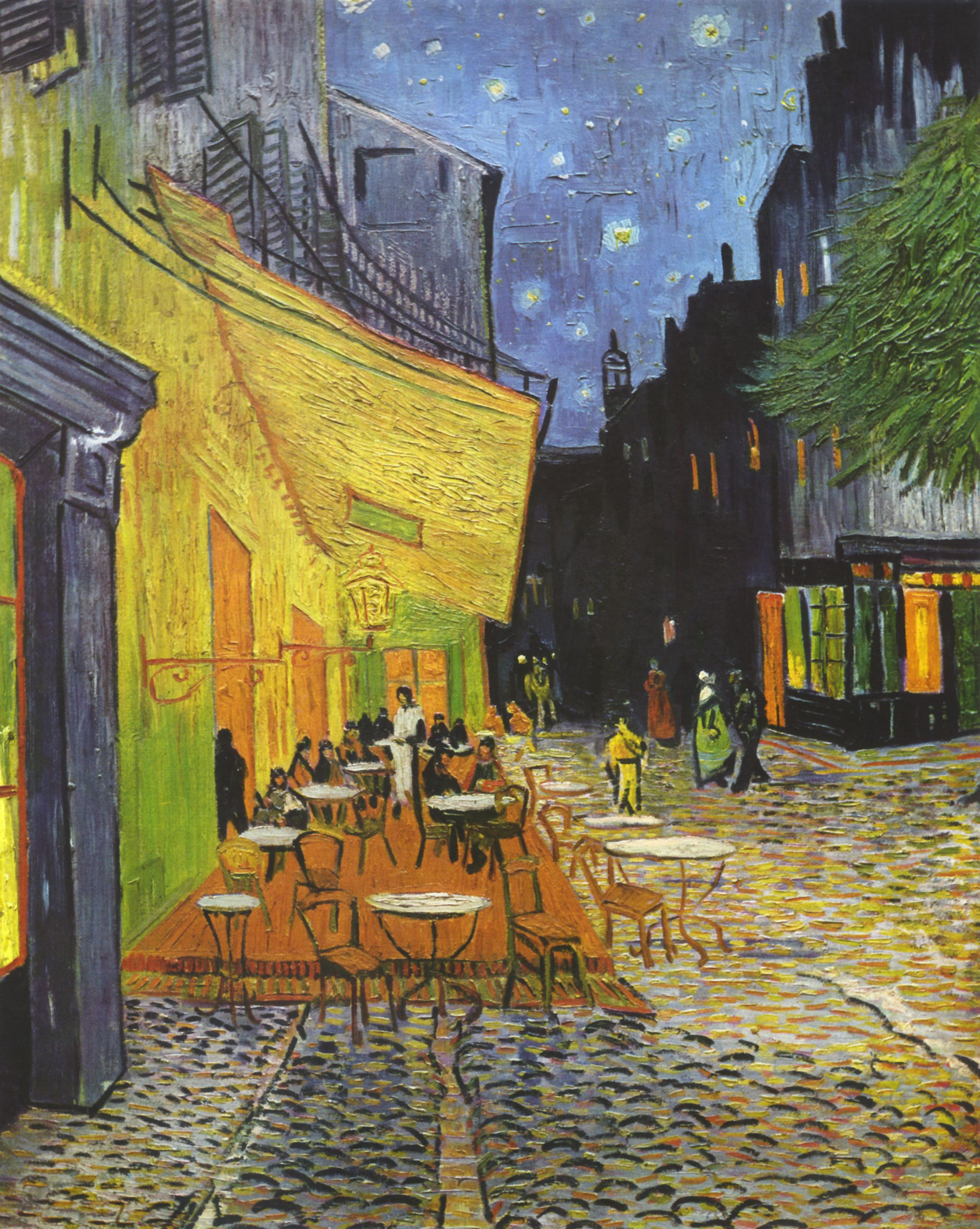
Vincent Van Gogh, Terraza de café por la noche, 1888.
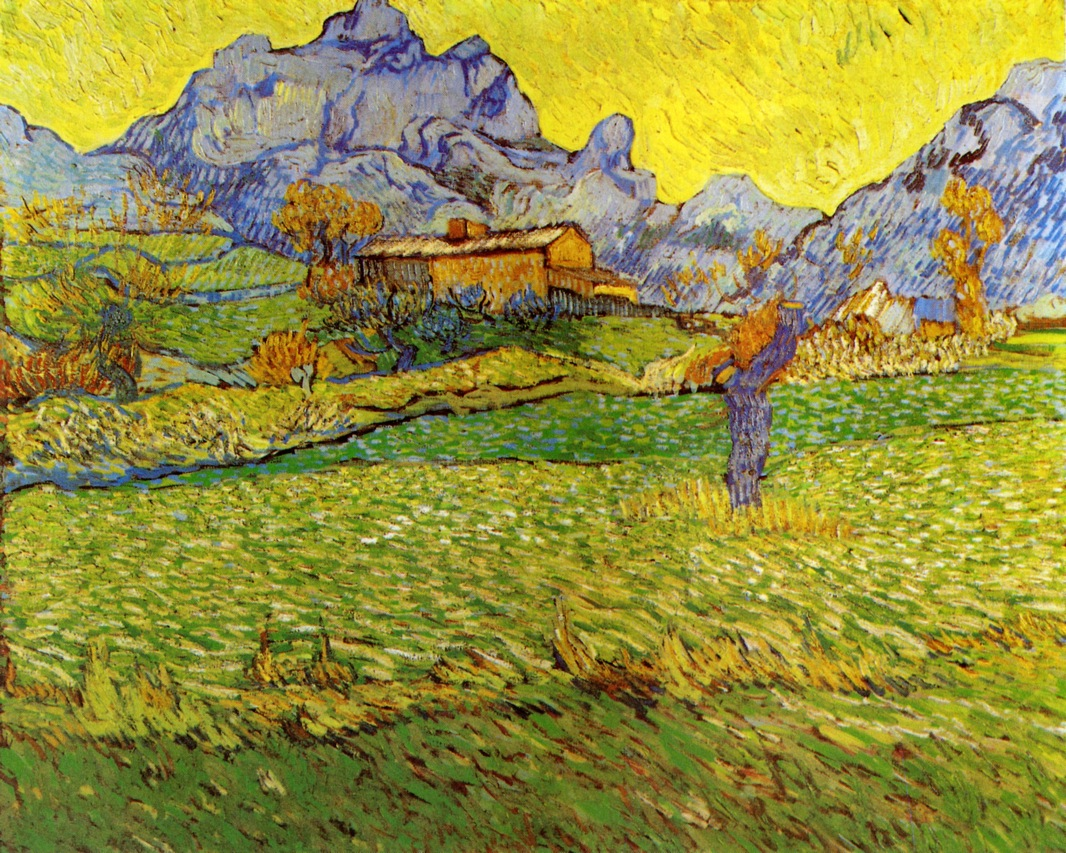
Vincent van Gogh, Un prado en las montañas de Le Mas de Saint-Paul, 1889.
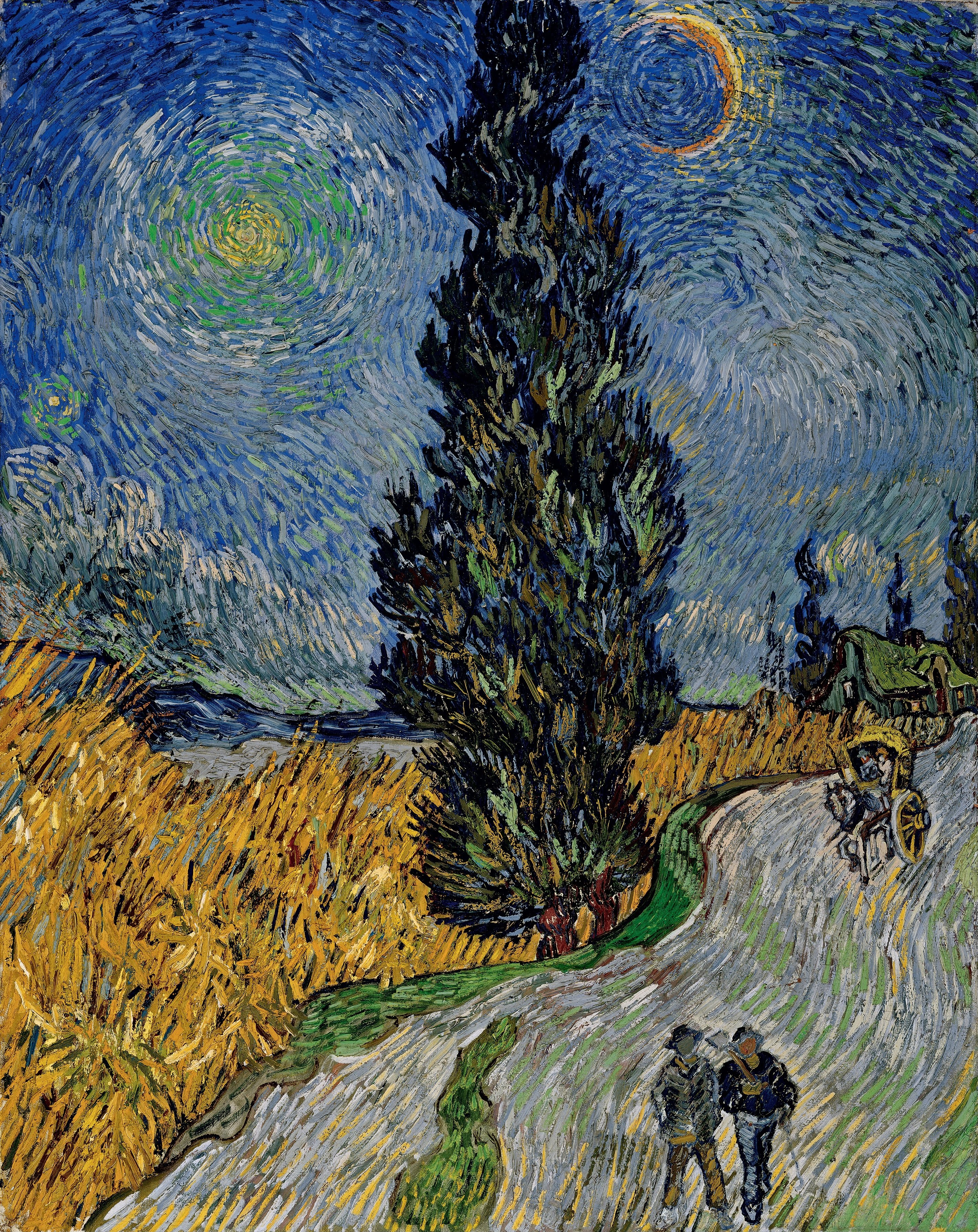
Vincent van Gogh, Camino rural en la Provenza de noche, 1889, 1890.
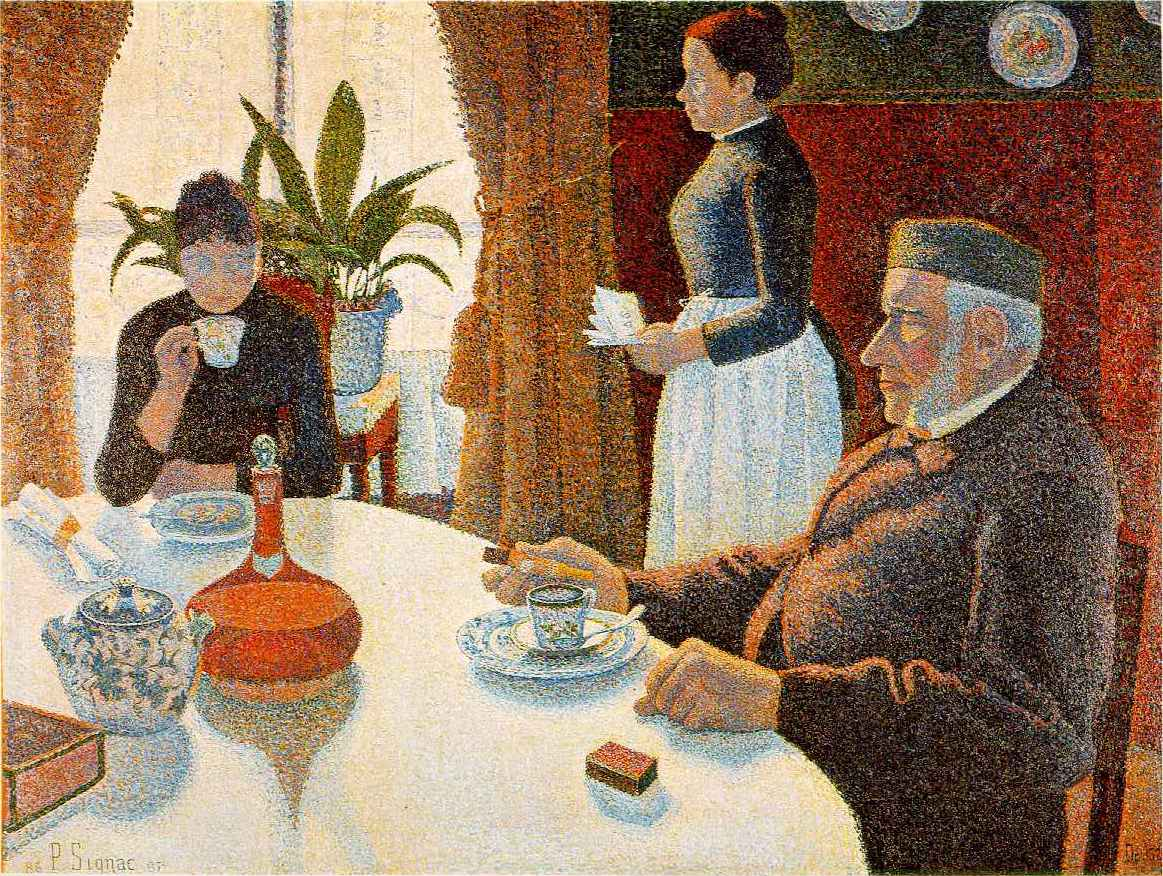
Paul Signac, Desayuno, 1886-1887.
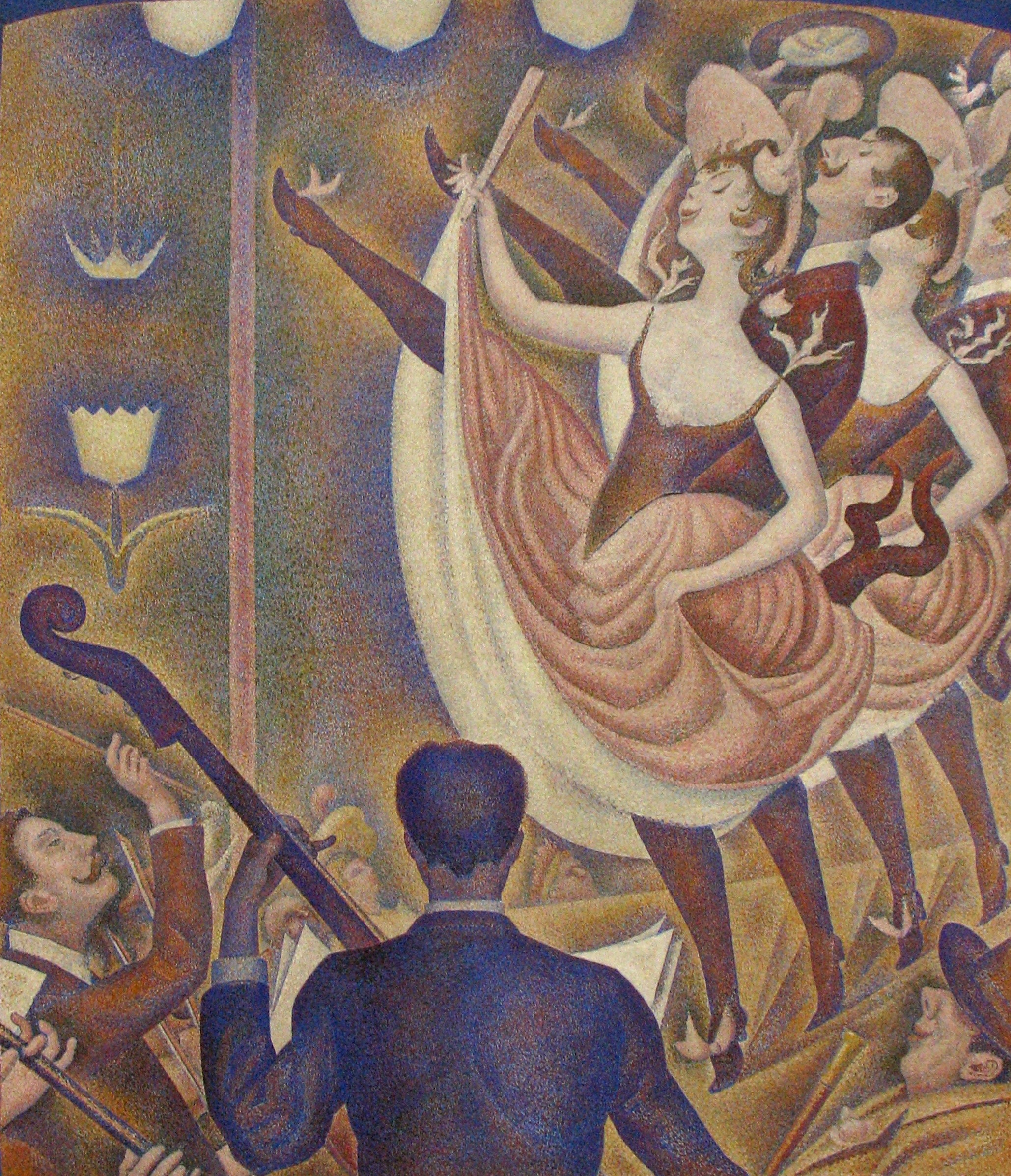
Georges Seurat, Can-Can, 1889-1890.
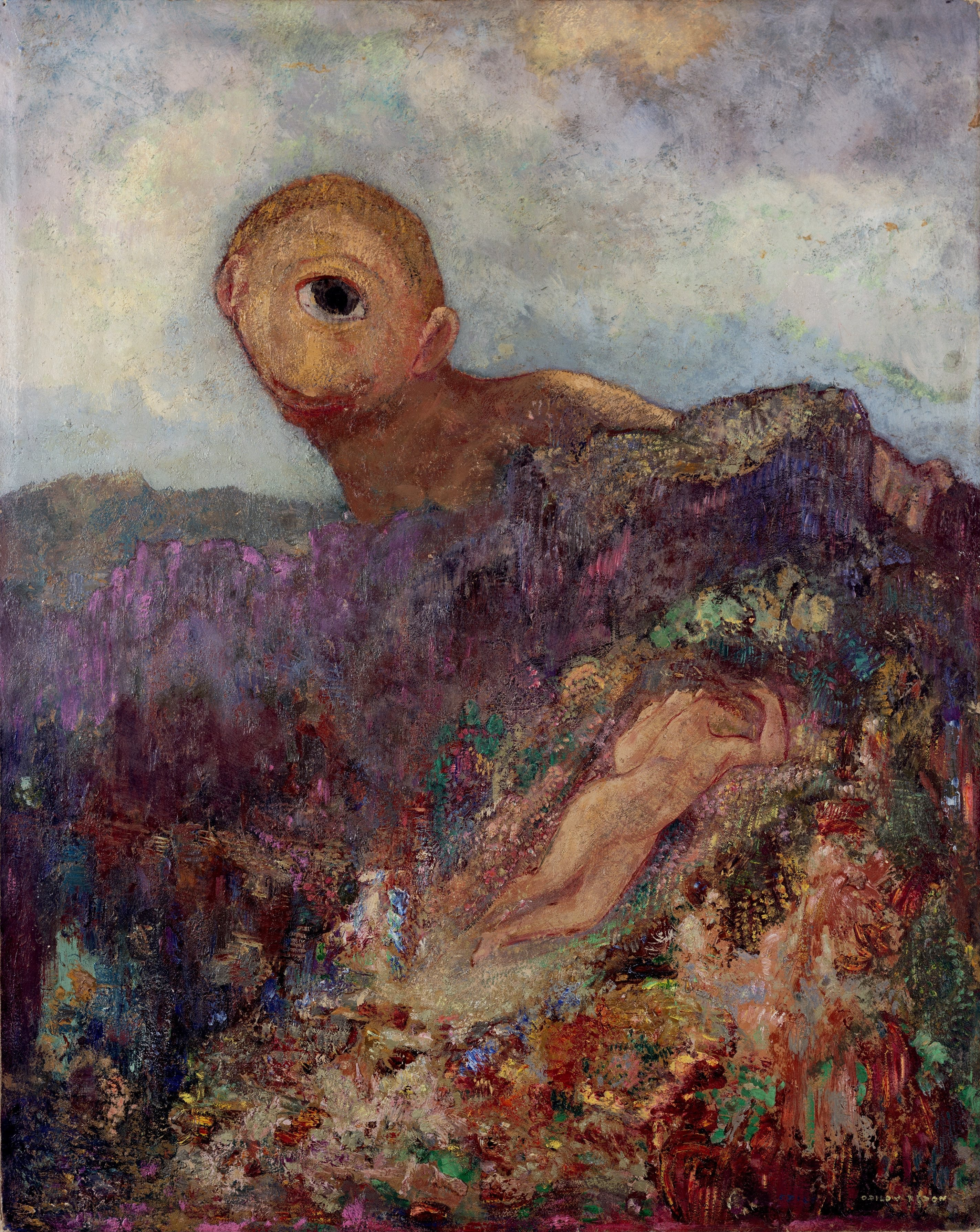
Odilon Redon, Cíclope, 1914.
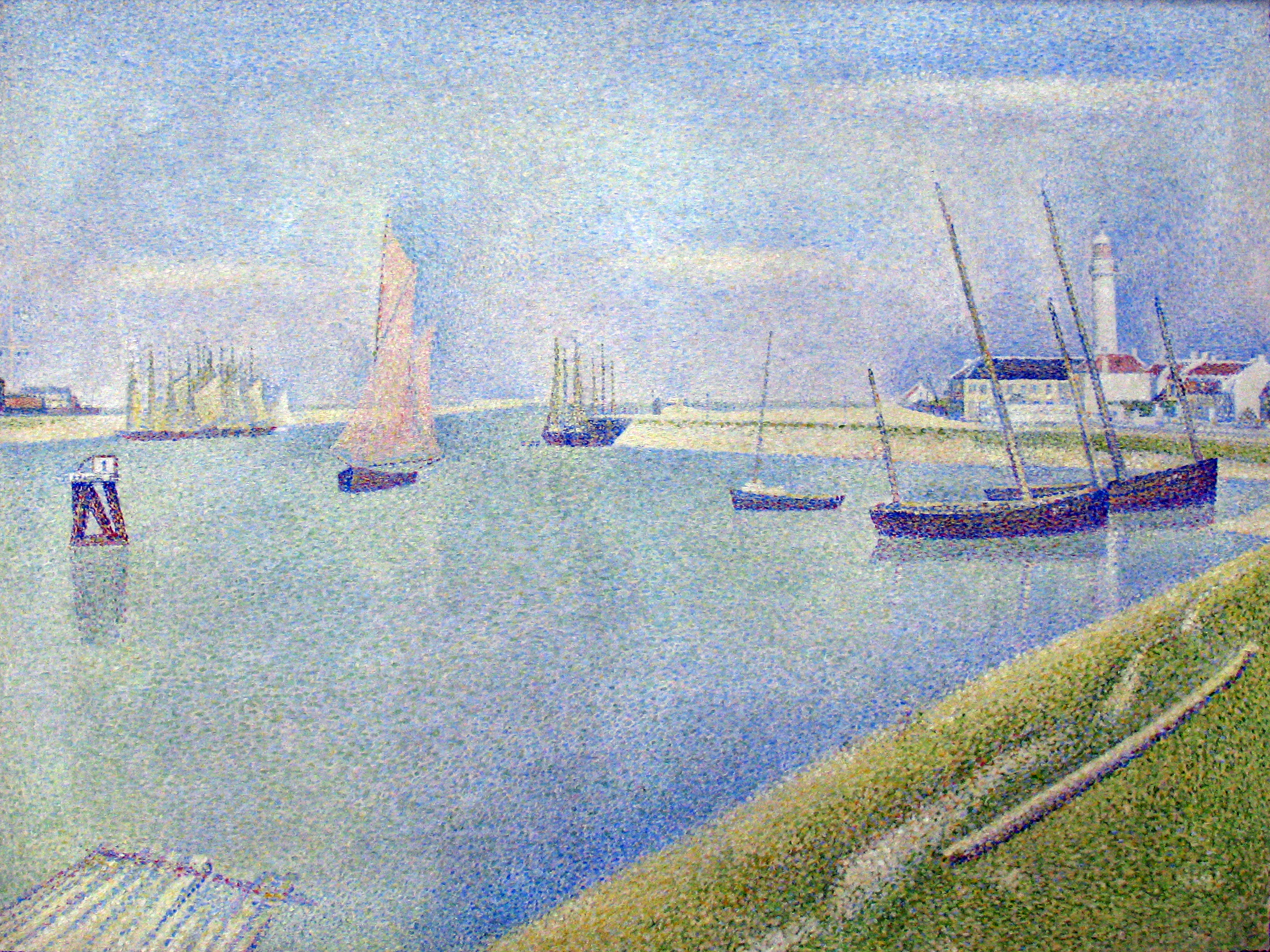
Georges Seurat, El canal de Gravelines, en la dirección de la mar, 1890.

El jardín de esculturas
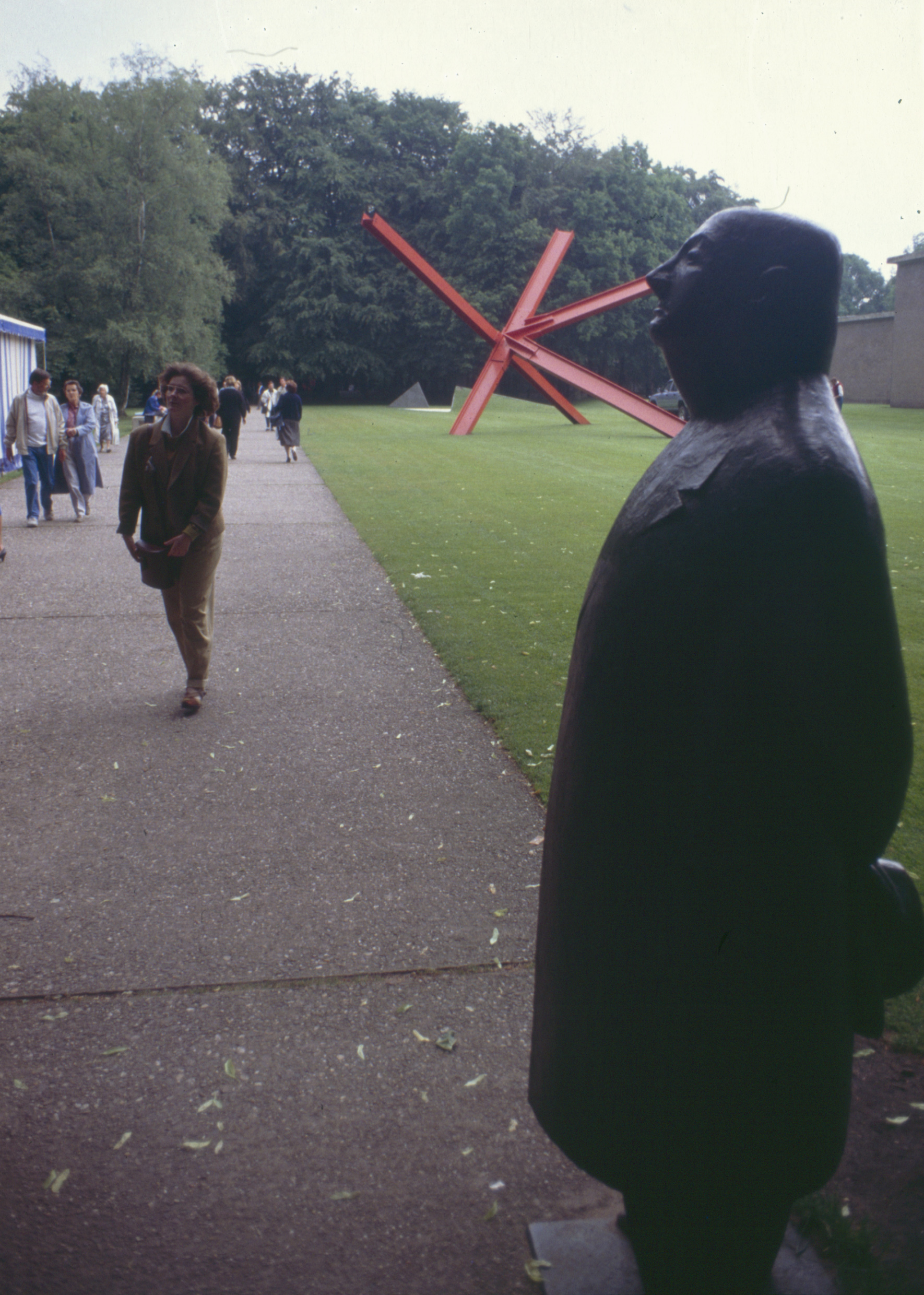
Monsieur Jacques
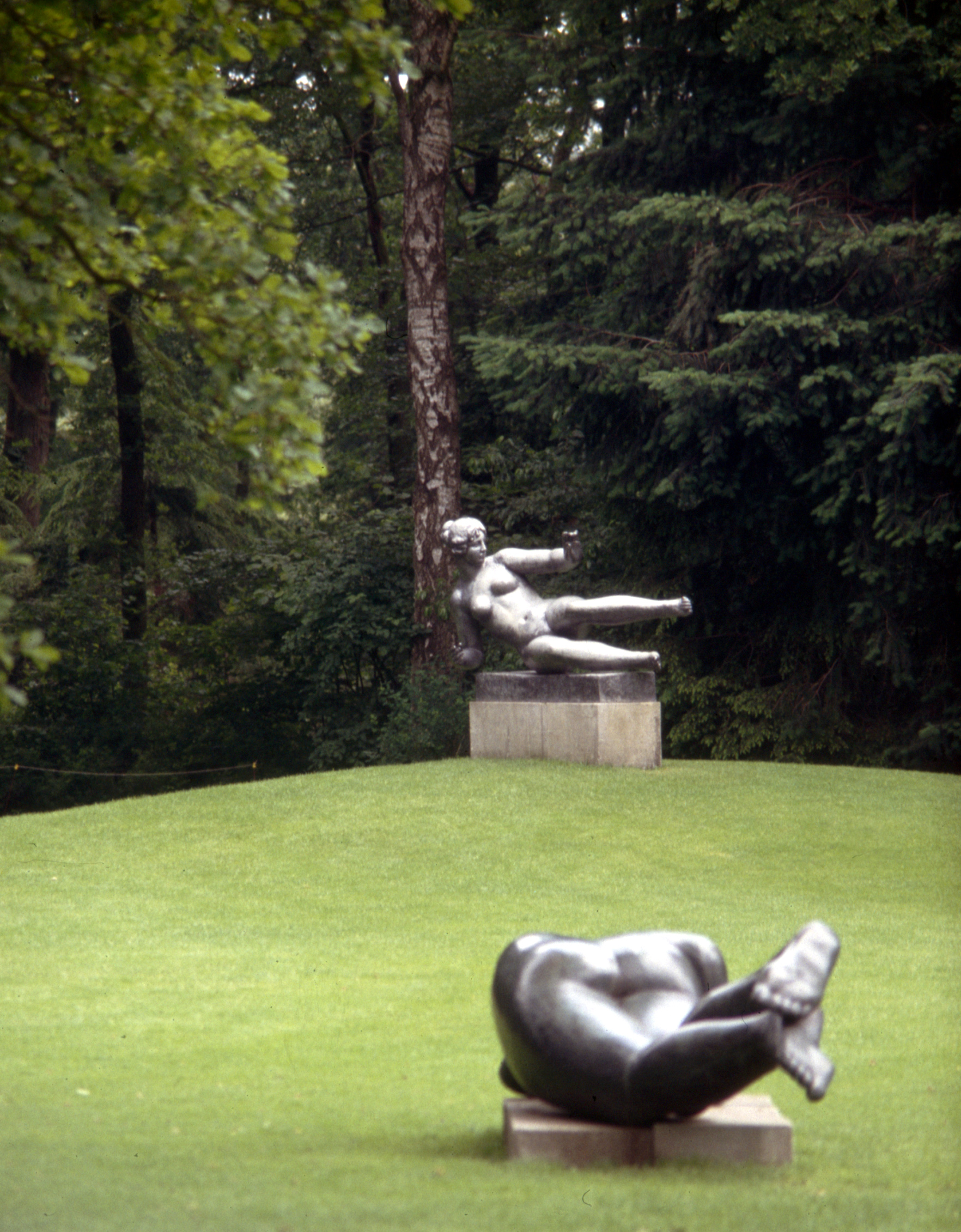
Aristide Maillol, LÀir
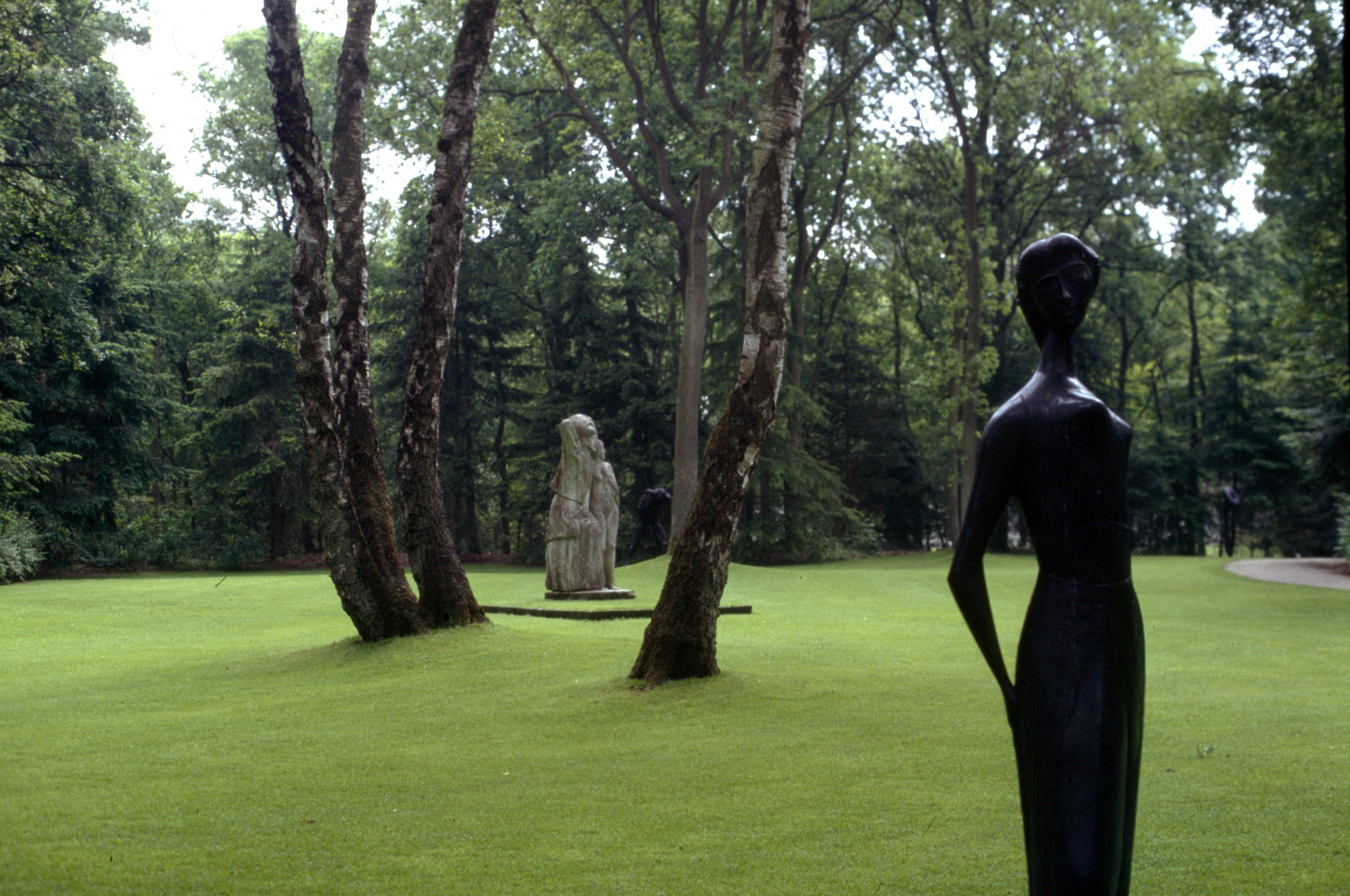
El jardín de esculturas
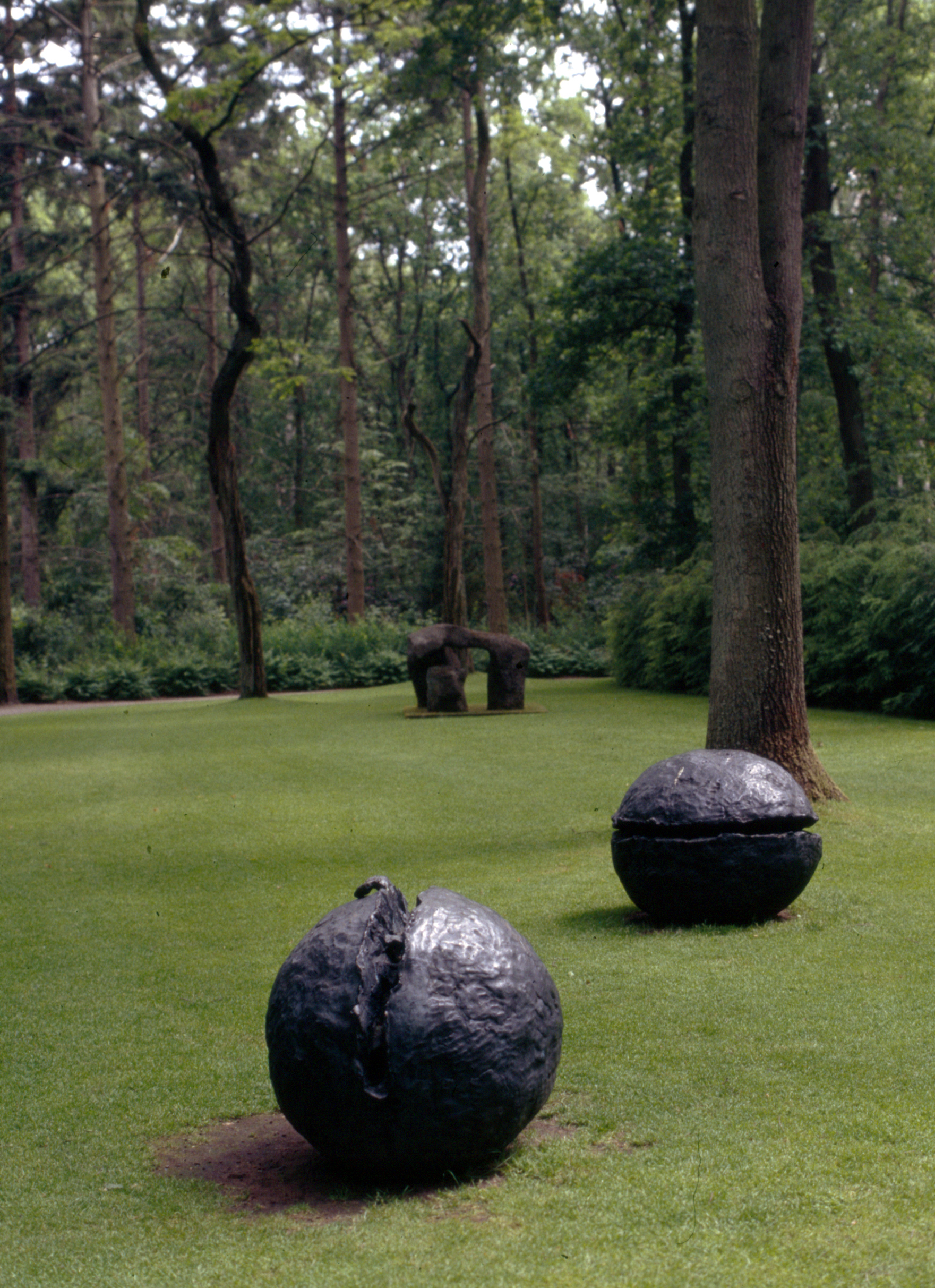
Lucio Fontana, Concetto spaziale Natura